# Etzenricht
Etzenricht är en kommun och ort i Landkreis Neustadt an der Waldnaab i Regierungsbezirk Oberpfalz i förbundslandet Bayern i Tyskland.
Kommunen ingår i kommunalförbundet Weiherhammer tillsammans med köping Kohlberg och kommunen Weiherhammer.